# Bolitoglossa mexicana
Bolitoglossa mexicana é uma espécie de anfíbio caudado pertencente à família Plethodontidae, sub-família Plethodontinae.